# Тајне обичних ствари
„Тајне обичних ствари” је југословенска телевизијска серија снимљена 2002. године у продукцији Телевизије Београд.

## Улоге
| Глумац                | Улога |
| --------------------- | ----- |
| Димитрије Аранђеловић |       |
| Маша Бићанин          |       |
| Сенка Боровић         |       |
| Петар Дамјановић      |       |
| Федор Ђоровић         |       |
| Душица Дрљевић        |       |
| Катарина Ерић         |       |
| Милан Калинић         |       |
| Дејан Матић           |       |
| Марко Симић           |       |
| Матеја Симић          |       |
| Оливера Спасојевић    |       |

Комплетна ТВ екипа  ▼
| Редитељ              | Марта Глигоријевић    |                         |
| Редитељ              | Милутин Јовановић     |                         |
| Редитељ              | Владимир Лазић        |                         |
| Редитељ              | Маша Вујошевић        |                         |
| Редитељ              | Срђан Замоло          |                         |
| Сценариста           | Драгана Абрамовић     |                         |
| Сценариста           | Весна Милојковић      |                         |
| Продуцент            | Марија Берета         | продуцент               |
| Продуцент            | Славица Стефановић    | продуцент               |
| Продуцент            | Страхиња Вуковић      | продуцент               |
| Композитор           | Немања Мосуровић      |                         |
| Директор фотографије | Периша Ђинђић         |                         |
| Директор фотографије | Андра Полети          |                         |
| Директор фотографије | Александар Златановић |                         |
| Декоратер сцене      | Дагмар Стојановић     |                         |
| Декоратер сцене      | Јелена Стојановић     |                         |
| Костимограф          | Биљана Михаиловић     |                         |
| Костимограф          | Невена Миловановић    |                         |
| Одсек за шминку      | Вероника Милутиновић  | шминкерка               |
| Одсек за шминку      | Јелена Пантић         | дизајнер шминке         |
| Одсек за шминку      | Драгана Сарић         | дизајнер шминке         |
| Одсек за шминку      | Ивана Влајић          | шминкер                 |
| Помоћник режије      | Снежана Чалић         | првих помоћник редитеља |
| Помоћник режије      | Сандра Стошић         | помоћник редитеља       |
| Помоћник режије      | Александар Штрбац     | помоћник редитеља       |
| Одсек за звук        | Милутин Бабић         | микроман (2002)         |
| Специјални ефекти    | Дејан Трбовић         | специјални ефекти       |